# Ричардс-Бей
Ричардс-Бей (англ. Richards Bay) — портове місто у провінції Квазулу-Наталь, Південно-Африканська Республіка.

## Географія
Ричардс-Бей лежить у гирлі річки Мхтатузе, на північний схід від Дурбана.

### Клімат
Місто знаходиться у зоні, котра характеризується вологим субтропічним кліматом. Найтепліший місяць — січень із середньою температурою 25.3 °C (77.5 °F). Найхолодніший місяць — червень, із середньою температурою 17.9 °С (64.2 °F).
| Клімат Ричардс-Бея      | Клімат Ричардс-Бея | Клімат Ричардс-Бея | Клімат Ричардс-Бея | Клімат Ричардс-Бея | Клімат Ричардс-Бея | Клімат Ричардс-Бея | Клімат Ричардс-Бея | Клімат Ричардс-Бея | Клімат Ричардс-Бея | Клімат Ричардс-Бея | Клімат Ричардс-Бея | Клімат Ричардс-Бея | Клімат Ричардс-Бея |
| Показник                | Січ.               | Лют.               | Бер.               | Квіт.              | Трав.              | Черв.              | Лип.               | Серп.              | Вер.               | Жовт.              | Лист.              | Груд.              | Рік                |
| Середня температура, °C | 25,3               | 25,2               | 24,7               | 22,7               | 20,2               | 17,9               | 17,9               | 19,2               | 20,6               | 21,5               | 22,8               | 24,6               | 21,9               |
| Норма опадів, мм        | 164                | 158.6              | 105.4              | 100.3              | 97.1               | 56                 | 56.7               | 60.5               | 77.3               | 103.3              | 110.7              | 86.4               | 1176.3             |
| Днів з опадами          | 12,4               | 11,4               | 10,3               | 8,4                | 7,1                | 5,8                | 6                  | 7                  | 9,3                | 12,1               | 13,4               | 11,4               | 114,6              |
| Вологість повітря, %    | 79.5               | 79.8               | 80                 | 80.1               | 78.4               | 75.6               | 75.7               | 75                 | 77.7               | 77.8               | 78.7               | 77.7               | 78                 |
| ----------------------- | ------------------ | ------------------ | ------------------ | ------------------ | ------------------ | ------------------ | ------------------ | ------------------ | ------------------ | ------------------ | ------------------ | ------------------ | ------------------ |
| Джерело: Weatherbase    |                    |                    |                    |                    |                    |                    |                    |                    |                    |                    |                    |                    |                    |

## Економіка
Порт Річардс-Бей містить те, що колись було найбільшим об’єктом для експорту вугілля у світі, із запланованою потужністю 91 мільйон тонн на рік до першої половини 2009 року. У 2007 році річний обсяг пропускної здатності становив 66,12 мільйона тонн. Австралійський порт Ньюкасл, Новий Південний Уельс, є найбільшим портом для експорту вугілля у світі, експортувавши трохи більше 161 мільйона тонн вугілля в 2016 році.
Двома алюмінієвими заводами, Hillside Aluminium і Bayside Aluminium, керує South32. У гавані зведено завод з виробництва добрив компанії «Фоскор». Залізна руда, рутил (оксид титану) і циркон видобуваються з дюн поблизу лагуни компанією Richards Bay Minerals, частиною Rio Tinto Group. Місцевий експорт включає банани, вугілля, алюміній, титан та інші важкі мінерали, граніт, ферохром, паперову масу, деревну тріску та фосфорну кислоту. Річардс-Бей, поряд з Рустенбургом, є містом Південної Африки, яке найшвидше розвивається. Це швидкозростаючий промисловий центр, який зміг зберегти своє екологічне різноманіття. [цитата потрібна]
Однак, як і більша частина Південної Африки, район Річардс-Бей страждає від безробіття та бідності. Рівень безробіття оцінюється в сорок відсотків, а невизначена кількість людей живе за межею бідності. Місцева влада не доклала достатньо зусиль для реалізації проектів, спрямованих на подолання бідності.
«John Ross Parkway» (P496), що з’єднує Річардс-Бей з Емпангені та шосе N2, названо на честь «Джона Росса» (справжнє ім’я, Чарльз Роуден Маклін), який у віці 15 років пройшов пішки від Порт-Натала до Мапуту і назад до закуповувати ліки та припаси для перших поселенців.
Окрім гірничодобувної промисловості, туризм є основною частиною економіки, а Річардс-Бей розглядається як ворота в Зулуленд, район, популярний серед іноземних туристів через його великі ігрові парки та різноманітну пропозицію дикої природи.
Зона промислового розвитку Річардс-Бей є однією з двох зон промислового розвитку в провінції Квазулу-Натал. Це повністю обслуговувана промислова земля, що включає підприємства важкої, середньої та легкої промисловості, пов’язані з прилеглим портом Річардс-Бей.